# Xylocopa bombylans

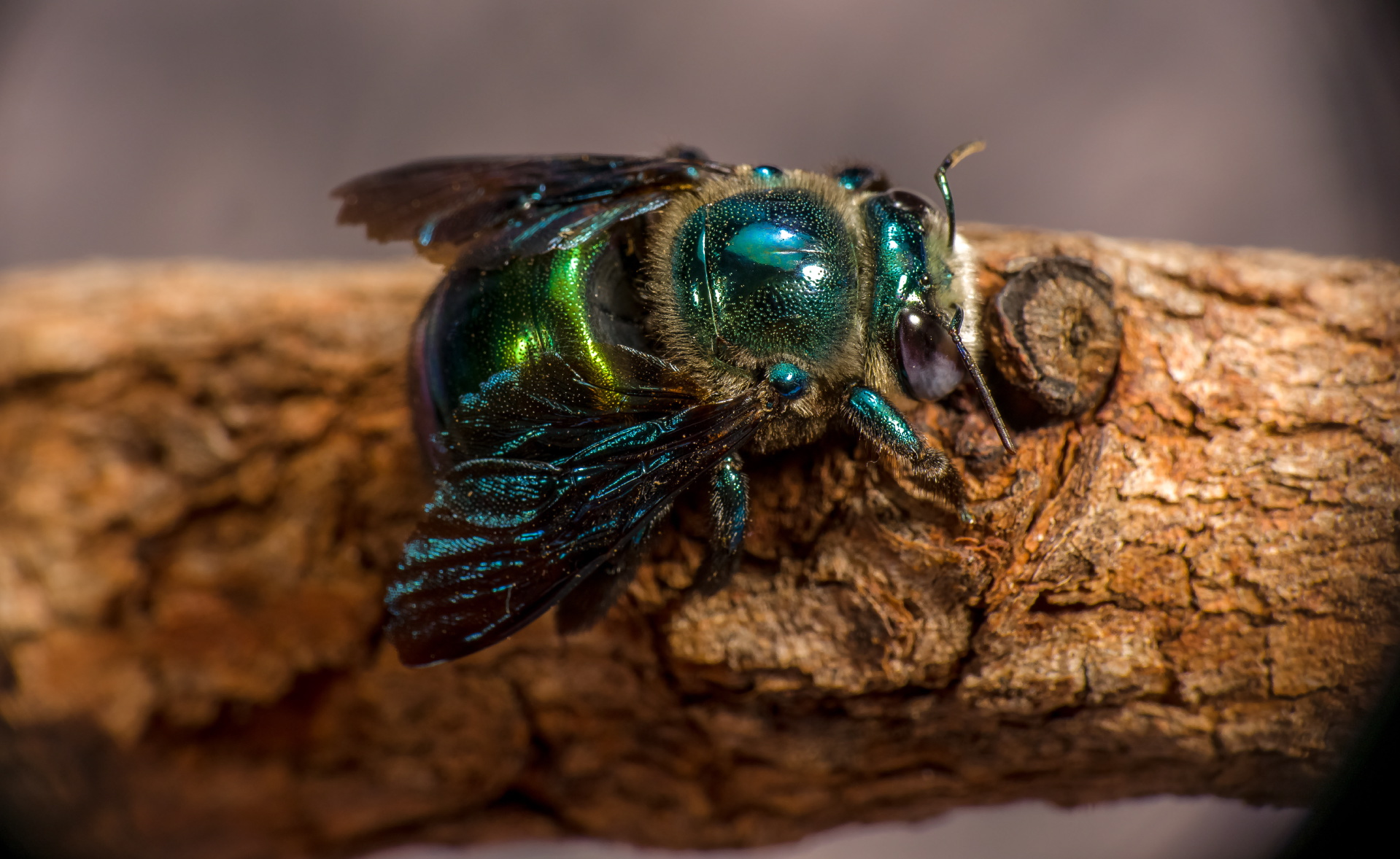
Green Abelha Carpeinteira verde ao norte de Queensland, Australia

Xylocopa bombylans, a carpinteiro abelha pavão , é uma espécie de abelha carpinteiro encontrada na Austrália. Obtém seu nome comum pelo hábito de se furar a madeira.
Foi originalmente descrito pelo naturalista dinamarquês Johan Christian Fabricius em 1775. Seu epíteto específico é o Latim  bombylans  que significa "como uma mangangaba". O nome é derivado do grego antigo ( ξυλοκὀπος /  ksu-lo-KO-pos ) "cortador de madeira".
Como o próprio nome indica, a abelha de carpinteiro pavão é uma cor verde-azulada ou verde metálica, embora possa até parecer arroxeada de alguns ângulos. Uma grande abelha robusta, muitas vezes é ouvida pelo zumbido alto de baixa frequência enquanto voa entre as flores. O macho tem marcas no rosto branco. A abelha tem uma picada potencialmente dolorosa, embora nenhuma picada tenha sido registrada.

## Distribuição
A distribuição natural é da Península de Cape York no norte do sul de Queensland na Austrália ao longo da costa leste até a região de Sydney (onde se sobrepõe com  Xylocopa aerata ). Eles podem ser vistos da primavera ao outono, comumente se alimentando de flores de ervilha da família Fabaceae, como as espécies de Gompholobium, incluindo Gompholobium latifolium na primavera e Pultenaea elliptica no outono. É um polinizador do Melastoma affine. Outras flores visitadas incluem as das Banksia, Xanthorrhoea, Hardenbergia violacea, Tristania, Leptospermum, Aotus, Cassia and Leucopogon.

## Hábitos
A ninfa de carpinteiro pavão faz o ninho furando os talos de gramíneas (Xanthorrhoea), ou madeira macia como Banksia, Casuarina, Melaleuca e Leptospermum A fêmea escava um túnel com suas mandíbulas, apanha e joga fora as aparas de madeira do lado de fora. A cavidade pode atingir  30  cm de comprimento por 11 - 14  mm de diâmetro. Peças maiores de madeira podem permitir vários túneis. Várias abelhas fêmeas podem usar um ninho, um reprodutor e os outros guardando. Uma abelha defende a ampla entrada de 7 - 10  mm de bloqueando-a com o abdômen (compare a  Allodapula ). Ambas as abelhas machos e fêmeas podem hibernar dentro dos túneis. Os túneis são divididos em várias células, onde a abelha mãe põe um ovo em cada um acompanhado por disposições de néctar e pólen.